# Avalon (1990)
Avalon is een Amerikaanse dramafilm uit 1990 onder regie van Barry Levinson.

## Verhaal
Aan het begin van de 20e eeuw emigreert een Pools-Joodse familie naar de Verenigde Staten. Daar willen ze een beter leven opbouwen voor zichzelf en hun kroost.

## Rolverdeling
| Acteur                | Personage          |
| --------------------- | ------------------ |
| Leo Fuchs             | Hymie Krichinsky   |
| Eve Gordon            | Dottie Kirk        |
| Lou Jacobi            | Gabriel Krichinsky |
| Armin Mueller-Stahl   | Sam Krichinsky     |
| Elizabeth Perkins     | Ann Kaye           |
| Joan Plowright        | Eva Krichinsky     |
| Kevin Pollak          | Izzy Kirk          |
| Aidan Quinn           | Jules Kaye         |
| Israel Rubinek        | Nathan Krichinsky  |
| Elijah Wood           | Michael Kaye       |
| Grant Gelt            | Teddy Kirk         |
| Mindy Loren Isenstein | Mindy Kirk         |
| Shifra Lerer          | Nellie Krichinsky  |
| Mina Bern             | Alice Krichinsky   |
| Frania Rubinek        | Faye Krichinsky    |